# Hermann Nicolai
Hermann Nicolai (Friedberg, Hessen, 11 de julho de 1952) é um físico alemão. É diretor do Instituto Max Planck de Física Gravitacional em Golm, Potsdam.
Hermann Nicolai estudou física e matemática a partir de 1971 na Universidade de Karlsruhe, obtendo o diploma em 1975, e um doutorado em 1978, orientado por Julius Wess. Trabalhou de 1979 a 1986 na Organização Europeia para a Pesquisa Nuclear (CERN) em Genebra como membro do departamento teórico, obtendo a habilitação em 1983 em física teórica na Universidade de Heidelberg. Em 1986 foi professor da classe C3 na Universidade de Karlsruhe. Já em 1988 foi professor da classe C4 na Universidade de Hamburgo. Desde 1997 é membro científico e diretor do Instituto Max Planck de Física Gravitacional (Instituto Albert Einstein) em Potsdam-Golm, onde entre outros trabalha com supergravitação e teoria das cordas.

## Publicações selecionadas
- On a New Characterization of Scalar Supersymmetric Theories, Phys. Lett. 89B (1980) 341
- com B. de Wit The Consistency of the S7 Truncation in d=11 Supergravity, Nucl. Phys. B281 (1987) 211
- com B. de Wit, J. Hoppe On the Quantum Mechanics of Supermembranes, Nucl. Phys. B305 (1988) 545
- com H. Samtleben Maximal Gauged Supergravity in Three-Dimensions, Phys. Rev. Lett. 86 (2001) 1686–1689, Arxiv
- com T. Damour, M. Henneaux E10 and a "small tension expansion" of M Theory, Phys. Rev. Lett. 89 (2002) 221601-1 - 221601-4, Arxiv
- com Damour Symmetries, Singularities and the De-Emergence of Space, 2007 Arxiv
- com Damour, Henneaux Cosmological Billiards, Classical and Quantum Gravity, 20 (2003), R 145-200, Arxiv
- com Krzsysztof Meissner Conformal symmetry and the standard model, Physics Letters B 648 (2007) 312, Arxiv
- com G. Bossard, C. Hillmann E7(7) symmetry in perturbatively quantized N=8 supergravity, JHEP 2010, Arxiv
- com Guillaume Bossard Counterterms vs. dualities, 2011, Arxiv
- Quantum gravity - the view from particle physics, Prag 2013, Arxiv
- com Axel Kleinschmidt E 10: eine fundamentale Symmetrie der Natur ?, Physik in unserer Zeit, Caderno 41, 2010, Nr.3, p. 134-140